# Чемпионат Азии по дзюдо 2021
Чемпионат Азии по дзюдо 2021 года прошёл с 6 по 9 апреля в городе Бишкек (Кыргызстан).

## Медалисты

### Мужчины
| Весовая категория | Золото                        | Серебро                             | Бронза                                                            |
| ----------------- | ----------------------------- | ----------------------------------- | ----------------------------------------------------------------- |
| до 60 кг          | Наохиса Такато · Япония       | Ян Юнвэй · Тайбэй                   | Ли Ха Рим · Республика Корея Кубанчибек Айбек Уулу · Кыргызстан   |
| до 66 кг          | Сардор Нуриллаев · Узбекистан | Ан Ба Уль · Республика Корея        | Ким Ним Хван · Республика Корея Елдос Жумаканов · Казахстан       |
| до 73 кг          | Ан Чхаллим · Республика Корея | Сомон Махмадбеков · Таджикистан     | Виктор Скворцов · ОАЭ Цин Дага · Китай                            |
| до 81 кг          | Владимир Золоев · Кыргызстан  | Ли Мунджин · Республика Корея       | Шарофиддин Балтабаев · Узбекистан Саид Моллаеи · Монголия         |
| до 90 кг          | Давлат Бобонов · Узбекистан   | Сёитиро Мукай · Япония              | Квак Тонхан · Республика Корея Комроншох Устопириён · Таджикистан |
| до 100 кг         | Аарон Вольф · Япония          | Мухаммадкарим Хуррамов · Узбекистан | Музаффарбек Туробоев · Узбекистан Эрихемибату · Китай             |
| свыше 100 кг      | Хисаёси Харасава · Япония     | Ким Минджон · Республика Корея      | Ким Сон Мин · Республика Корея Темур Рахимов · Таджикистан        |

### Женщины
| Весовая категория | Золото                          | Серебро                       | Бронза                                                           |
| ----------------- | ------------------------------- | ----------------------------- | ---------------------------------------------------------------- |
| до 48 кг          | Ли Янань · Китай                | Абиба Абужакынова · Казахстан | Ли Чжэньхао · Тайбэй Гульнур Муратбаева · Узбекистан             |
| до 52 кг          | Пак Дасоль · Республика Корея   | Диёра Келдиёрова · Узбекистан | Сита Катамбоева · Узбекистан Сюй Линьсюань · Тайбэй              |
| до 57 кг          | Лу Тунцзюань · Китай            | Ким Джису · Республика Корея  | Севара Нишанбаева · Казахстан Нилуфар Эрмаганбетова · Узбекистан |
| до 63 кг          | Хан Хиджу · Республика Корея    | Катарина Хэкер                | Чо Мокхи · Республика Корея Ян Цзюнься · Китай                   |
| до 70 кг          | Гулноза Матниязова · Узбекистан | Ким Сонён · Республика Корея  | Айоф Кофлан · Австралия Сунь Сяоцянь · Китай                     |
| до 78 кг          | Юн Хёнджи · Республика Корея    | Ма Чжэньчжао · Китай          | Ли Джонюн · Республика Корея Чэнь Фэй · Китай                    |
| свыше 78 кг       | Сюй Шиянь · Китай               | Ван Янь · Китай               | Хан Миджин · Республика Корея Ким Ха Юн · Республика Корея       |

### Смешанные команды
| Дисциплина        | Золото           | Серебро   | Бронза           |
| ----------------- | ---------------- | --------- | ---------------- |
| Смешанные команды | Республика Корея | Казахстан | Китай Узбекистан |

## Таблица медалей
*   Принимающая страна (Кыргызстан)
| Место           | Страна               | Золото | Серебро | Бронза | Всего |
| --------------- | -------------------- | ------ | ------- | ------ | ----- |
| 1               | Республика Корея     | 5      | 5       | 8      | 18    |
| 2               | Китай                | 3      | 2       | 6      | 11    |
| 2               | Узбекистан           | 3      | 2       | 6      | 11    |
| 4               | Япония               | 3      | 1       | 0      | 4     |
| 5               | Кыргызстан*          | 1      | 0       | 1      | 2     |
| 6               | Казахстан            | 0      | 2       | 2      | 4     |
| 7               | Китайская Республика | 0      | 1       | 2      | 3     |
| 7               | Таджикистан          | 0      | 1       | 2      | 3     |
| 9               | Австралия            | 0      | 1       | 1      | 2     |
| 10              | Монголия             | 0      | 0       | 1      | 1     |
| 10              | ОАЭ                  | 0      | 0       | 1      | 1     |
| Всего стран: 11 | Всего стран: 11      | 15     | 15      | 30     | 60    |